# Sarah Alexander
Sarah Alexander (* 3. Januar 1971 in London als Sarah Smith) ist eine britische Schauspielerin.

## Leben
Alexander wurde als Sarah Smith in London geboren. Ihr Vater Frank Smith war Fernsehproduzent und -regisseur, der u. a. für das BBC-Magazin Panorama und die Quizshow Countdown tätig war. So kam Alexander schon früh mit der Fernsehbranche in Berührung. 
Nachdem sie ihre A-levels bestanden hatte, zog sie im Alter von 18 Jahren zu Hause aus und reiste zum Edinburgh Festival in der Hoffnung dort ihre Schauspielkarriere starten zu können. Ihre Eltern waren gegen diese Idee und wollten, dass Sarah Alexander studiert.
Alexander begann ihre Schauspielkarriere beim Theater und plante anfangs auch nur als Bühnenschauspielerin zu arbeiten. Sie hatte bereits früh in ihrer Karriere ein erfolgloses Vorsprechen bei der Royal Shakespeare Company.

## Schauspielkarriere
1993 war Alexander in einer Folge der Lovejoy zu sehen. 1996 spielte sie in Octavio Paz’ einzigem Stück Rappaccini's Daughter die Rolle der Beatrice.
Mitte der 1990er traf Alexander auf Ben Miller und Alexander Armstrong. Sie trat in deren Sketchshow Armstrong and Miller auf und konzentrierte sich auch ansonsten auf die Comedybranche.
So war sie unter anderem in den Sketchshows Alas Smith and Jones und Smack the Pony zu sehen.
In der britischen Comedy-Science-Fiction-Serie Red Dwarf spielte Alexander die Rolle einer fiktiven französischen Königin in einem mittelalterlichen Videospiel.
2000 war sie in der Sci-Fi-Comedyserie The Strangerers zu sehen und moderierte zudem The 11 O'Clock Show gemeinsam mit Jon Holmes. Außerdem war sie erstmals in der BBC-Sitcom Coupling – Wer mit wem? zu sehen.
Neben dieser waren ihre wohl wichtigsten Rollen im britischen Fernsehen die der Mel in The Worst Week of My Life (britisches Original zu Hilfe! Hochzeit! – Die schlimmste Woche meines Lebens) sowie die der Dr. Angela Hunter in der Comedyserie Green Wing, die wie auch Smack the Pony von Victoria Pile entwickelt wurde.
Alexander konzentriert sich derzeit auf ihren Durchbruch in den USA. So spielt sie im Fantasy-Film Der Sternwanderer neben Michelle Pfeiffer und Robert De Niro eine Nebenrolle als Hexe Empusa.
Laut der BBC-Website schreibt sie zudem gemeinsam mit zwei Schreibern aus dem Armstrong-and-Miller-Produktionsteam an einer eigenen Comedyserie über zwei Journalisten.

## Privatleben
Sarah Alexander ist derzeit mit dem Comedyschreiber und Schauspieler Peter Serafinowicz liiert. Die beiden haben seit April 2007 ein gemeinsames Kind.
Alexander spricht fließend Französisch und Spanisch. Ihr Bruder arbeitet als Übersetzer.

## Filmografie (Auswahl)
- 1992, 1994: The Bill (Fernsehserie, 2 Folgen)
- 1997: Red Dwarf (Fernsehserie, 1 Folge)
- 1999: Die neuen Abenteuer des Pinocchio (The New Adventures of Pinocchio)
- 1999–2003: Smack the Pony (Fernsehserie, 23 Folgen)
- 2000: Inspector Barnaby (Midsomer Murders, Fernsehserie, 1 Folge)
- 2000: Liverpool Gangster (Going Off Big Time)
- 2000–2004: Coupling – Wer mit wem? (Coupling, Fernsehserie, 28 Folgen)
- 2001: Bridget Jones – Schokolade zum Frühstück (Bridget Jones’s Diary)
- 2004–2006: Green Wing (Fernsehserie, 13 Folgen)
- 2007: Der Sternwanderer (Stardust)
- 2007: Hauptsache verliebt (I Could Never Be Your Woman)
- 2010: Agatha Christie’s Marple (Fernsehserie, 1 Folge)
- 2019: Pennyworth (Fernsehserie, 6 Folgen)
- 2024: Father Brown (Father Brown, Fernsehserie, 1 Folge)